# 大特許状 (1477年)

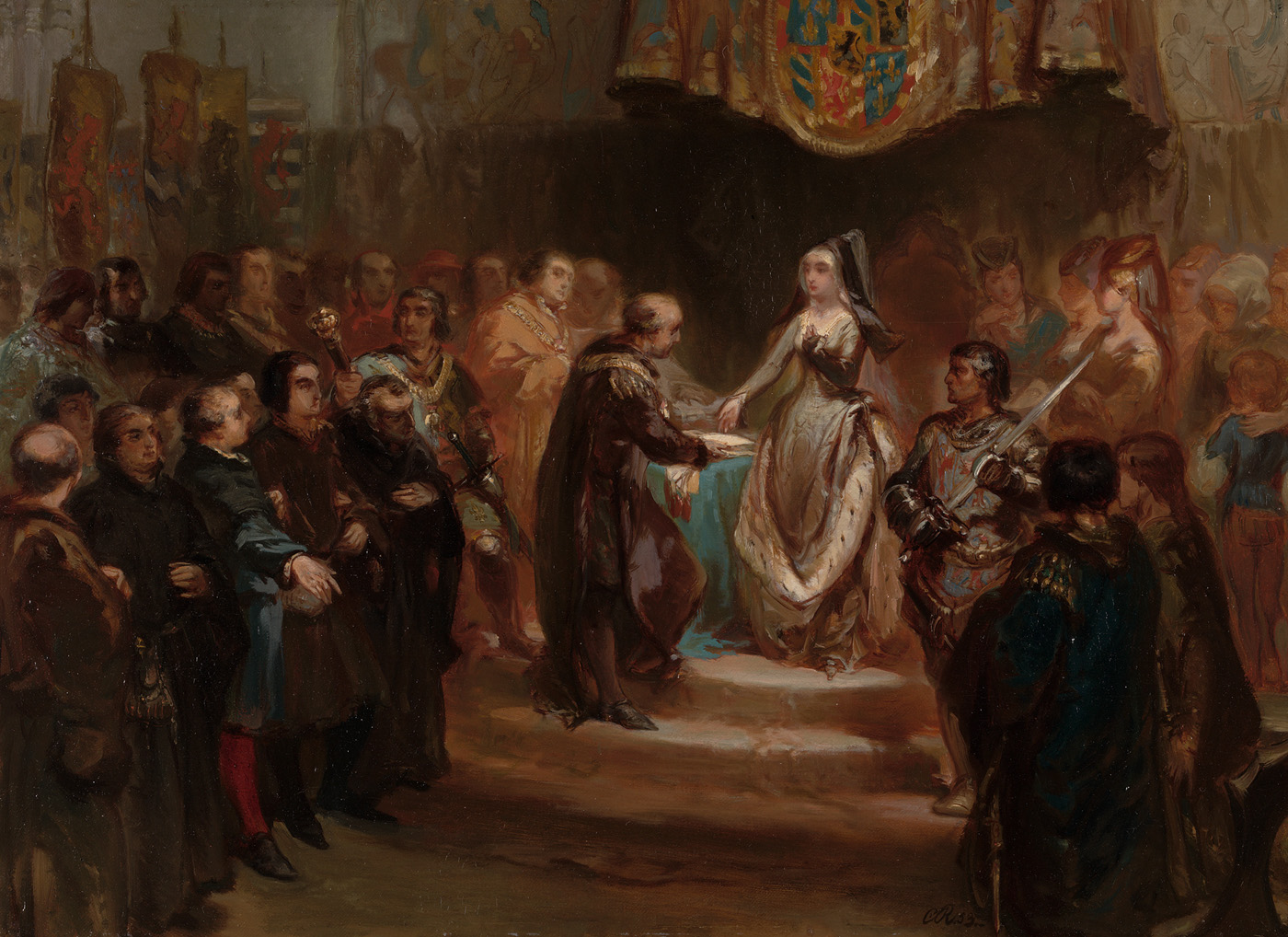
特許状を認めるマリー

大特許状（だいとっきょじょう、仏：Grand Privilège、蘭：Groot Privilege）は、1477年2月11日にブルゴーニュ女公マリーが、諸領邦に授与した全20条からなる特権。

## 成立の背景
ブルゴーニュ公シャルル（突進公/テメレール）は、勢力拡大を目指してブルゴーニュ戦争を起こしたが、1477年1月5日にナンシーの戦いで戦死する。
ブルゴーニュ公位の後継者は19歳のマリーであった。混乱に乗じて、フランス王ルイ11世はブルゴーニュ領に侵攻する。1月24日に、ブルゴーニュ宮廷はシャルル突進公の死去を認めた。
2月3日に議会が開会されるが、強権的だったシャルル突進公に対する反発から、ブルゴーニュ領ネーデルラント（ブルゴーニュ国家）各都市から請願が行われた。フランス軍の侵攻が迫る中で、マリーは大特許状に署名を行わざるを得なかった。

## 内容
- メヘレン高等法院（英語版）の廃止
- 大顧問会の設立
- 全国議会の権限拡大

## 評価
ベルギーの歴史研究家：アンリ・ピレンヌによれば、大特許状で認められた様々な改革は、結果的に機能せず、ブルゴーニュ領ネーデルラントを統合していた中央諸制度を破壊したものとされ、その意義は否定されている。ピレンヌの説に対しては、様々な異論がある。
一方、ポール・ファン・ウッセルは、マリー側が暴力に屈せず譲歩した点からイングランドのマグナ・カルタ（大憲章）同様の当時一般的な国制文書（landcharter）であり、連邦主義の嚆矢であると評価し、エミール・ルースもこの説を支持した。

## その後
孤立無援となったマリー女公は、3月26日付で婚約者マクシミリアンに救いを求める手紙を出し、8月19日に結婚するが、1482年3月27日に落馬事故で逝去する。マリー亡き後、領邦はマクシミリアンに叛乱を繰り返す。最終的に、1492年10月に反乱軍が敗北し、各都市は特権を剥奪され、ハプスブルク家による中央集権的統治が確立された。